# Germans Robots Supergegants
Germans Robots Supergegants (originalment en anglès, Super Giant Robot Brothers) és una sèrie de televisió animada d'acció i d'aventures creada pels catalans Víctor Maldonado i Alfredo Torres per a Netflix. Es va estrenar el 4 d'agost de 2022 amb el doblatge en català. D'aquesta manera, es va convertir en la primera sèrie original de Netflix doblada en aquesta llengua.

## Premissa
En el futur, dos germans robots gegants hauran de defensar una petita ciutat del mal intergalàctic d'un imperi que envia kaijus a destruir el món.

## Producció
La sèrie es va anunciar el juny de 2021. La producció destaca pel seu ús de tècniques de producció virtual com la captura de moviment i la càmera virtual per bloquejar personatges i accions dins d'Unreal Engine. Aquestes dades de captura de moviment es van utilitzar com a referència per als animadors abans que l'animació dels fotogrames clau definitius es tornessin a enviar a Unreal, on es va representar tota la sèrie en temps real. És una de les primeres sèries representades completament en temps real.